# Геннінг Май
Геннінг Май (нім. Henning May; нар. 13 січня 1992, Кельн, Німеччина) — соліст і фронтмен німецького інді-рок гурту AnnenMayKantereit.

## Ранні роки
Його батько, шкільний учитель, розлучився з матір'ю, коли хлопчик був маленьким і фактично сам виховував Геннінга та його старшого брата. Незабаром брат з'їхав і вони жили вдвох.Закінчивши гімназію Шиллера (Schiller-Gymnasium) в 2011 році, Геннінг, Крістофер Аннен і Зеверін Кантерайт заснували гурт AnnenMayKantereit, названий прізвищами учасників.

## Музика
Май володіє декількома музичними інструментами. Він грає на гітарі, фортепіано, укулеле, акордеоні та мелодіці. Його першим досвідом стали виступи на вулиці, якими він з друзями захопився після випускних іспитів. Так хлопці заробляли на власні інструменти і збирали перших шанувальників.
Їх музика приваблювала перехожих. Музиканти почали знімати свої виступи і викладали їх для загального ознайомлення на YouTube. Ролики користувалися популярністю і набирали велику кількість переглядів. Так Геннінг отримав можливість грати власні концерти і став запрошеним учасником різних вестивалів

## Дискографія
Альбоми з групою AnnenMayKantereit
- 2013 - «AnnenMayKantereit»

- 2016 - «AllesNix Konkretes»

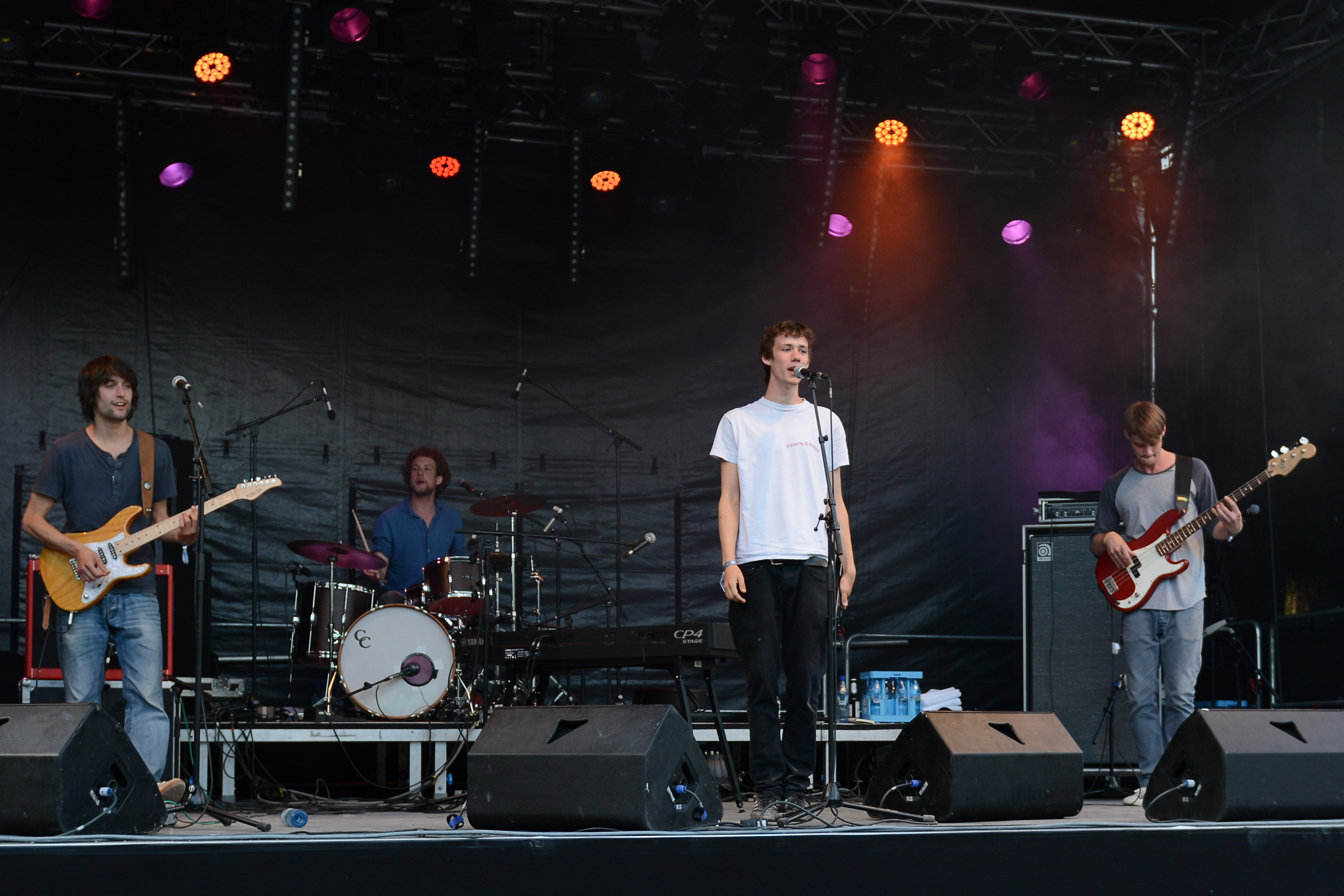
AnnenMayKantereit (2014)

- 2016 - «AnnenMayKantereit & Freunde - Live in Berlin»

- 2018 - «Schlagschatten»

Сингли
- 2015: K.I.Z. – Hurra die Welt geht unter
- 2019: Juju – Vermissen